# QX Gaygalan 2014
QX Gaygalan 2014 är den 16:e QX Gaygalan och hölls på Cirkus i Stockholm den 3 februari 2014. Detta år var Måns Zelmerlöw konferencier och Nadezjda Tolokonnikova och Maria Aljochina, från gruppen Pussy Riot, delade ut "årets homo/bi/trans".

## Vinnare och nominerade
Vinnare markeras med fetstil.
| Årets homo/bi/trans | Årets hetero |
| --- | --- |
| - Nilla Fischer - Rickard Söderberg - Erik Rapp - Robert Hannah - Peter Jöback                                                                                                 | - Emma Green Tregaro - Yohio - Birgitta Ohlsson                                                                             |
| Årets hederspris | |
| Barbro Westerholm, var som chef för Socialstyrelsen den som fick bort sjukdomsstämpeln från homosexualitet och har därefter fortsatt verka för homosexuellas likaberättigande. | |
| Årets keep up the good work | Årets bok: |
| - Sean Kelly - Moa Svan - Ramsby/Fischerström - Bögministeriet - Queers Henkan & Fia                                                                                           | - Sjukdomen & Döden- Jonas Gardell - Nyckeln - Mats Strandberg och Sara Bergmark Elfgren - Prinsen och Pojken - Isak Fearon |
| Årets drag | Årets gayställe |
| - Björn Kjellman - Tranzmission - Wad-Grils - Cabaret Moulin - Erik Höiby | - Kolingsborg, Stockholm - Bee Bar, Göteborg och Malmö - Moxy, Stockholm - Gretas, Göteborg - Wonk, Malmö                   |
| Årets svenska låt | Årets artist |
| - Wake Me Up - Avicii - Uncover – Zara Larsson - We Got The Power – Loreen - You – Robin Stjernberg - Colors - Laleh                                                           | - Peter Jöback - Agnes - Icona Pop                                                                                          |
| Årets tv-program | Årets tv-stjärna |
| - Eurovision Song Contest 2013 - Orange Is the New Black - Hela Sverige bakar                                                                                                  | - Gina Dirawi - Petra Mede - Shane Booth                                                                                    |
| Årets film | Årets scen |
| - Blå är den varmaste färgen - Mitt liv med Liberace - Känn ingen sorg | - Priscilla - Arnold - Mitt enda liv                                                                                        |
| Årets utländska låt | |
| - Same Love - Macklemore - Wrecking Ball - Miley Cyrus - Royals - Lorde | |